# Bostrichobranchus
Bostrichobranchus is een geslacht uit de familie Molgulidae en de orde Stolidobranchia uit de klasse der zakpijpen (Ascidiacea).

## Soorten
- Bostrichobranchus digonas Abbott, 1951
- Bostrichobranchus pilularis (Verrill, 1871)
- Bostrichobranchus septum Monniot C., 1978